# Ade Akinbiyi
Adeola Peter Oluwatoyin Akinbiyi, noto semplicemente come Ade (Hackney, 10 ottobre 1974), è un ex calciatore nigeriano, di ruolo attaccante.

## Carriera

### Nazionale
Nel 2019 ha giocato una partita con la nazionale nigeriana.